# Kostel El Salvador (Santa Cruz de la Palma)
Kostel El Salvador (španělsky Iglesia Matriz de El Salvador) je farní kostel ve městě Santa Cruz de la Palma na kanárském ostrově La Palma.

## Historie

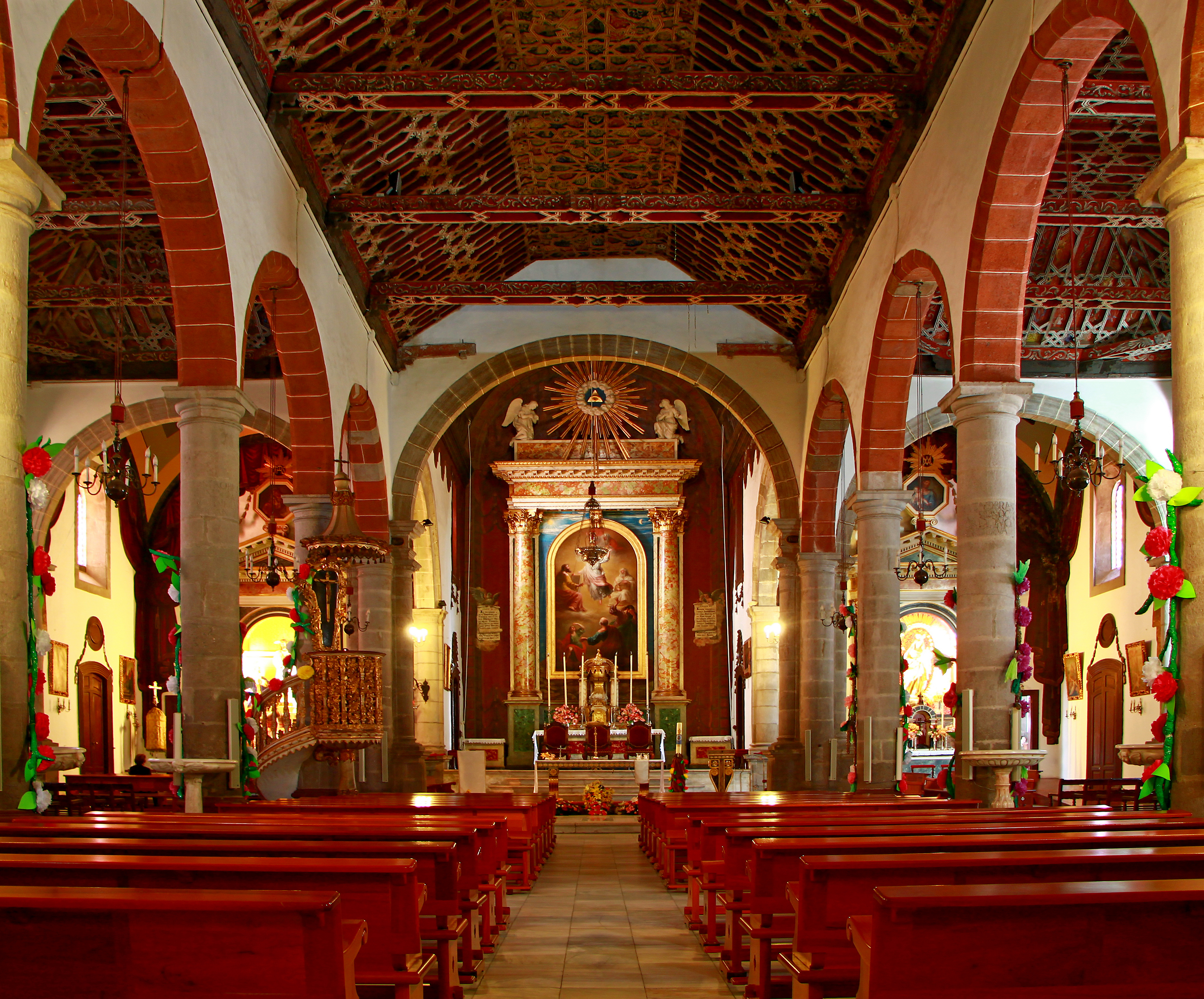
Interiér kostela El Salvador

Vitráže v kostele

Kostel byl založen v roce 1500 a během své existence prošel několika přestavbami, které vedly k vytvoření současného půdorysu baziliky se třemi loděmi. Hlavní průčelí (jižní) je zhotoveno z kamene z ostrova La Gomera a je zakončeno trojúhelníkovým štítem s mramorovou sochou Proměnění Páně. Zvenku je vidět také přilehlá věž postavená ze sopečného kamene.
Mezi náboženskými sochami uvnitř se nacházejí díla tenerifského umělce Fernanda Estéveze, například socha Ježíše Krista nebo Panny Marie Karmelské. Nad oltářem v hlavní kapli je umístěn neoklasicistní obraz Proměnění Páně od sevillského malíře Antonia María Esquivela z 19. století.
Každých pět let se v kostele El Salvador přibližně na jeden měsíc během slavnosti sestoupení Panny Marie Sněžné vystavuje socha Panny Marie Sněžné - patronky ostrova La Palma.
U schodů vedoucích ke kostelu se nachází bronzová socha faráře Manuela Díaze Hernándeze, rodáka ze Santa Cruz de la Palma, který zde zemřel 5. dubna 1863.

## Požár
Dne 1. dubna 2013 muž rumunského původu polil dveře kostela El Salvador hořlavou kapalinou a poté dveře zapálil. Rychlý zásah hasičů zabránil rozšíření požáru na celý kostel a nedošlo tak k velké materiální škodě. Muž byl zadržen policií.